# Carex maackii
Carex maackii är en halvgräsart som beskrevs av Carl Maximowicz. Carex maackii ingår i släktet starrar, och familjen halvgräs. Inga underarter finns listade i Catalogue of Life.